# 横地昭仁
横地 昭仁（よこち あきひと 1960年 -）は、CBCテレビ論説委員。

## 人物
愛知県名古屋市生。1984年、慶応義塾大学卒業後、中部日本放送（現在の放送免許上の放送局としてはCBCテレビ・CBCラジオ）にアナウンサーとして入社し、報道番組、ラジオパーソナリティーを中心に出演。のちに論説委員に転じる。

## 主な出演番組
- 0時半です松坂屋ですカトレヤミュージックです（パーソナリティー）
- CBCニュースワイド（日曜日司会）
- チャント!（金曜日コメンテーター）